# Vieux futhark
Cette page contient des caractères spéciaux ou non latins. S’ils s’affichent mal (▯, ?, etc.), consultez la page d’aide Unicode.

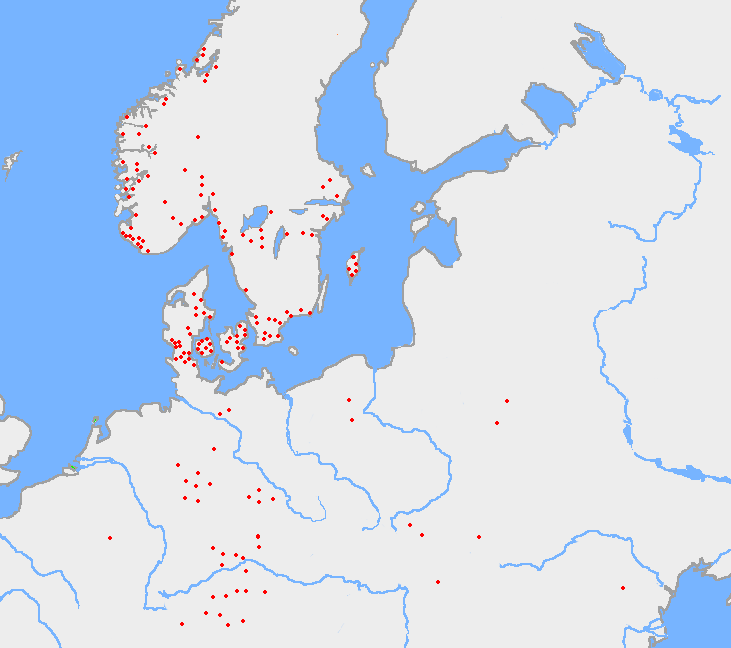
Emplacements des découvertes d’inscriptions en vieux Futhark.

Le vieux Futhark (ou vieux Fuþark, ancien Futhark) est la plus ancienne forme d’alphabet runique, utilisée par les peuples germaniques pour écrire le germanique nord-occidental ainsi que des dialectes germaniques de l’époque des Grandes Invasions, du IIe siècle au VIIIe siècle, à la surface d’artefacts (bijouterie, amulettes, outils, armes) ou de  pierres runiques.  En Scandinavie, l’écriture fut simplifiée dès la fin du VIIIe siècle pour aboutir au Futhark récent (ou runes scandinaves), tandis que les Anglo-Saxons et les Frisons le complétèrent pour créer le Futhorc (ou runes anglo-saxonnes), principalement en raison de la transformation du /a/ proto-germanique en divers sons, dont le /o/ et le /æ/.
Alors que le Futhark récent fut utilisé jusqu’à l’époque moderne, la connaissance du vieux Futhark et de sa lecture furent perdues. Ce n’est qu’en 1865 que le philologue norvégien Sophus Bugge parvint à le déchiffrer.

## Alphabet
Le vieux Futhark tire son nom de ses six premiers phonèmes : F, U, Th, A, R, K. Il comporte 24 runes, qu’on regroupe généralement en trois familles (ou ætt) de huit runes chacune. L’illustration suivante présente chaque rune avec sa translittération classique :
| f | u | þ | a | r | k | g | w |
| h | n | i | j | ï | p | z | s |
| t | b | e | m | l | ŋ | d | o |

þ correspond au son /θ/ ou /ð/. ï est aussi translittéré æ, et a pu être soit une diphtongue, soit une voyelle proche du /ɪ/ ou du /æ/. Le z correspond au proto-germanique /z/, puis a évolué en proto-norrois en /ɹ/ et est parfois translittéré r. Les autres translittérations correspondent aux symboles IPA de leur valeur.
La plus ancienne inscription connue en vieux futhark est une série de cinq runes gravées sur un fragment de lame d'épée daté de 150 après J.-C. et découvert dans une nécropole à Odense, sur l'île de Fionie, dans l'actuel Danemark. Les lettres peuvent se lire hirila qui signifie "petite épée".
Une des plus anciennes séquences alphabétiques connues date d’environ 400 et se trouve sur la pierre de Kylver à Gotland :
[f]uþarkg[w]hnijpïzstbemlŋdo
Deux autres inscriptions anciennes ont été trouvées sur les bractéates de Vadstena et Mariedamm, datant du VIe siècle. On peut repérer la division en trois ætts, ainsi que l’inversion des positions de ï et p d’une part, et o et d d’autre part :
fuþarkgw — hnijïpzs — tbemlŋod
Le bractéate de Grumpan donne une séquence datant d’environ 500, identique à la précédente mais incomplète :
fuþarkgw — hnijïp(z)... — tbeml(ŋ)(o)d

## Unicode
Il existe quelques polices TrueType permettant d’afficher les lettres runiques : Junicode, FreeMono et FreeRuneCode. Écrire en runique nécessite d’installer des programmes spéciaux, comme Elder Futhark keyboard for Microsoft Windows (libre et compatible avec Junicode, FreeMono et FreeRuneCode — clavier QWERTY).

## Origines

### Lien avec les alphabets italiques
On admet généralement que le vieux Futhark est issu des anciens alphabets italiques, soit d’une variante nord-italique (alphabet étrusque, rhétique, ou camunien), soit de l’alphabet latin lui-même. La théorie dominante du XIXe siècle consistait en une filiation directe depuis l’alphabet grec, via le contact des Goths et de Byzance. Cependant la datation des inscriptions de Vimose au IIe siècle a rejeté cette possibilité, les Goths n’étant entrés en contact avec la culture grecque qu’au début du IIIe siècle. Inversement, l’alphabet gotique, dérivé du grec au IVe siècle, possède deux lettres issues de l’alphabet runique,  (de Jera) et  (d’Uruz).
Les formes angulaires des runes, dues à l’usage qui en était fait (gravure sur roche ou métal), ne sont pas d’invention germanique. Cette caractéristique est en effet partagée avec d’autres alphabets anciens, dont les alphabets italiques (cf l’inscription de Duenos). Les inscriptions du casque de Negau, datant du Ier siècle, font figurer un nom germanique, Harigast, écrit en alphabet nord-étrusque ; il constitue donc peut-être un témoignage d’un contact ancien des peuples germaniques avec l’écriture alphabétique. De la même manière, l’inscription figurant sur la fibule de Meldorf (alentours de l’an 50) peut représenter un usage « proto-runique » de l’alphabet latin par des locuteurs de langues germaniques. En particulier, l’alphabet rhétique de Bolzano présente de nombreuses ressemblances avec l’alphabet runique. Le fer de lance de Kovel (vers 200), parfois vu comme une preuve d’une étrange variante gotique de l’alphabet runique, porte l’inscription tilarids plus proche d’un alphabet italique que runique (le T et le D sont proches du latin ou de l’étrusque).
Les runes f, a, g, i, t, m et l ne montrent presque pas de changements par rapport aux alphabets italiques et sont généralement considérées comme identiques aux lettres F, A, X, I, T, M  et L de ces derniers. Il est aussi largement admis que les runes u, r, k, h, s, b et o correspondent respectivement à V, R, C, H, S, B et O.
Les runes dont l’origine est incertaine sont soit des créations nouvelles, ou des adoptions de lettres latines par ailleurs inutilisées.  Odenstedt 1990, p. 163 suggère que toutes les 22 lettres de l’alphabet latin classique (le K étant ignoré) furent empruntées (þ à partir de D, z de Y, ŋ de Q, w de P, j de G, ï de Z), deux runes (p et d) étant présentées comme des innovations germaniques. Cependant, il existe des désaccords concernant les runes suivantes : e (E ?), n (N ?), þ (D ou le Θ rhétique ?), w (Q ou P ?), ï et z (toutes deux de issues de Z ou du Y latin ?), ŋ (Q ?) et d.
Parmi les 24 runes du Futhark classique, dont l’existence est attestée depuis l’an 400 (cf. pierre de Kylver), la présence de ï, p et ŋ n’est pas clairement établie dans les inscriptions datant d’entre 175 et 400. Durant cette période reculée, le e n’a pas encore sa forme en M (, dominante depuis le Ve siècle) mais plutôt une forme en Π.  De même, la rune s pouvait comporter trois () ou quatre () traits (et, plus rarement, cinq ou six) et ce n’est qu’à partir du Ve siècle que la variante à trois traits est devenue prédominante.
On peut remarquer que les runes plus « matures » du VIe au VIIIe siècle tendent à avoir seulement trois directions de trait : verticale et deux diagonales. Les inscriptions plus anciennes montrent quant à elles également des traits horizontaux : e, dont le cas est mentionné plus haut, mais aussi t, l, ŋ et h.

### Date et origine
La thèse la plus communément admise date la création du premier alphabet runique au Ier siècle. Certaines estimations la font remonter au Ier siècle av. J.-C., d’autres au IIe siècle. Le problème consiste à estimer la durée de la période vide de découvertes qui sépare la création de l’écriture runique jusqu'aux inscriptions figurant sur la petite épée d'Odense et le peigne en os de Vimose de l’an 160. S’il s’avère que ï ou z sont bien issus du latin Y et Z, comme cela est suggéré par Odenstedt, l’hypothèse du Ier siècle av. J.-C. est éliminée, car ces lettres furent introduites dans l’alphabet latin durant le règne d’Auguste.
D’autres spécialistes supposent que la période sans découvertes n’a duré que quelques décennies, ce qui ramènerait la date de création du Futharc au début du IIe siècle,. Pedersen (et avec lui Odenstedt) suggère une période de développement d’environ un siècle pour le passage (supposé) des D et G latins aux  (þ) et  (j).
L’invention de cette écriture est attribuée à une personne (Moltke 1976:53) ou un groupe de personnes entrées en contact avec la culture romaine, peut-être des marchands ou des mercenaires dans l’armée romaine. Elle fut d’abord clairement conçue dans un but épigraphique, mais les opinions divergent quant aux importances relatives des aspects magique, graphique ou simplement décoratif. Bæksted (1952:134) conclut que dans sa première version, l’écriture runique était une « imitation artificielle, superficielle, pas vraiment nécessaire de l’écriture romaine », tout comme les bractéates germaniques furent directement influencés par les devises romaines, opinion partagée par Odenstedt (1990:171) à la lumière de la nature très primitive des premiers (IIe au IVe siècle) corpus d’inscription.
Origine mythique
Dans Rúnatal (Edda poétique), une section du poème Hávamál, la découverte des runes est attribuée à Odin. Ce dernier a été suspendu à l'Arbre du Monde, l'Yggdrasil, pendant qu'il était percé par sa propre lance, Gungnir, durant neuf jours et neuf nuits afin qu'il puisse acquérir la sagesse nécessaire à avoir la puissance dans les neuf mondes ainsi que la connaissance des choses cachées dont les runes.

## Lettres
Chaque rune avait probablement un nom, représentant le son de la rune même. Toutefois, les noms de runes du vieux Futhark ne sont pas directement attestées. À partir des noms donnés aux runes des alphabets plus tardifs, attestés dans les poèmes runiques, et des noms des lettres associées de l’alphabet gotique, il a été possible de reconstruire les noms proto-germaniques correspondants. L’astérisque au début du nom des runes signifie qu’il s’agit d’une reconstruction non attestée. Les 24 runes du Futhark sont :
| #  | Rune      | Caractère Unicode | Nom proto-germanique | Signification                  | Translittération | API      |
| -- | --------- | ----------------- | -------------------- | ------------------------------ | ---------------- | -------- |
| 1  | f         | ᚠ                 | *fehu                | richesse, bétail               | f                | /f/      |
| 2  | u         | ᚢ                 | ?*ūruz               | aurochs (ou *ûram, eau/scorie) | u                | /u(ː)/   |
| 3  | th,þ      | ᚦ                 | ?*þurisaz            | le dieu Thor, Géant            | þ                | /θ/, /ð/ |
| 4  | a         | ᚨ                 | *ansuz               | l’un des Ases                  | a                | /a(ː)/   |
| 5  | r         | ᚱ                 | *raidō               | chevauchée, voyage             | r                | /r/      |
| 6  | k         | ᚲ                 | ?*kaunan             | Feu domestique                 | k                | /k/      |
| 7  | g         | ᚷ                 | *gebō                | don                            | g                | /g/      |
| 8  | w         | ᚹ                 | *wunjō               | joie                           | w                | /w/      |
| 9  | h · h     | ᚺ ᚻ               | *hagalaz             | grêle                          | h                | /h/      |
| 10 | n         | ᚾ                 | *naudiz              | besoin                         | n                | /n/      |
| 11 | i         | ᛁ                 | *īsaz                | glace                          | i                | /i(ː)/   |
| 12 | j         | ᛃ                 | *jēra-               | (bonne) année, moisson         | j                | /j/      |
| 13 | ï,ei      | ᛇ                 | *ī(h)waz/*ei(h)waz   | if                             | ï, æ             | /æː/ (?) |
| 14 | p         | ᛈ                 | ?*perþ-              | Hasard                         | p                | /p/      |
| 15 | z         | ᛉ                 | ?*algiz              | élan                           | z                | /z/      |
| 16 | s · s     | ᛊ                 | *sōwilō              | Soleil                         | s                | /s/      |
| 17 | t         | ᛏ                 | *tīwaz/*teiwaz       | le dieu Týr                    | t                | /t/      |
| 18 | b         | ᛒ                 | *berkanan            | bouleau                        | b                | /b/      |
| 19 | e         | ᛖ                 | *ehwaz               | cheval                         | e                | /e(ː)/   |
| 20 | m         | ᛗ                 | *mannaz              | homme                          | m                | /m/      |
| 21 | l         | ᛚ                 | *laguz               | eau, lac                       | l                | /l/      |
| 22 | ŋ · ŋ · ŋ | ᛜ ᛝ               | *ingwaz              | le dieu Ingwaz                 | ŋ                | /ŋ/      |
| 23 | d         | ᛞ                 | *dagaz               | jour                           | d                | /d/      |
| 24 | o         | ᛟ                 | *ōþila-/*ōþala-      | propriété, possession          | o                | /o(ː)/   |

Les noms des runes étaient choisis en fonction de leur premier phonème, à l’exception d’Ingwaz et d’Algiz : le son proto-germanique z d’Algiz n’intervenait en effet jamais en position initiale. En proto-norrois, ce phonème s’est transformé en ʀ, pour finalement se confondre avec le r en islandais, rendant la rune inutile.  De la même manière, le phonème ŋ d’Ingwaz ne se situait jamais en position initiale.
Malgré leur caractère reconstruit, la plupart des noms sont relativement certains grâce aux similitudes des noms gotique, anglo-saxon et nordique. Ils sont puisés dans le vocabulaire courant de la vie quotidienne et de la mythologie, certains basiques, d’autres plus inattendus :
- Mythologie : Tiwaz (Týr), Thurisaz, Ingwaz, Dieu (Ase), Homme, Soleil ;
- Nature : Soleil, jour, année, grêle, glace, lac, eau, bouleau, if, poire, élan, auroch ;
- Vie quotidienne et condition humaine : Homme, richesse/bétail, cheval, possession, scorie, voyage, année/moisson, don, joie, besoin, ulcère.

## Corpus d’inscriptions

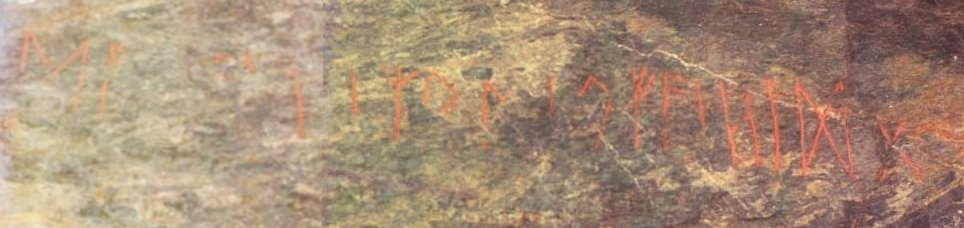
[ek go]dagastir runo faihido : inscription de la pierre d'Einang, IV

Les inscriptions en vieux Futhark sont dispersées sur un vaste espace allant des Carpates à la Laponie, avec une concentration particulière au Danemark. La plupart du temps, elles prennent la forme de brefs textes sur des bijoux (bractéates, fibules, boucles de ceinture), des ustensiles (peignes) ou des armes (fers de lance, scramasaxes) et sont surtout trouvées dans des tombes ou des tourbières.

### Inscriptions scandinaves
Les mots suivants apparaissent fréquemment sur les bractéates, peut-être porteurs d’une signification magique : alu, laþu et laukaz. Leur sens est incertain, bien que alu ait été rapproché de bière, boisson alcoolisée (ale en anglais moderne) et laukaz de poireau, ail dans un contexte de fertilité et de croissance. On peut trouver un exemple d’inscription assez longue sur une poignée de hache du IVe siècle trouvée à Nydam, dans le Jutland : wagagastiz / alu:??hgusikijaz:aiþalataz (wagagastiz : « vague-invité », peut-être un nom propre ; le reste est lu comme alu:wihgu sikijaz:aiþalataz, sens putatif : « vague/flamme-invité, d’une tourbière, alu, moi, le prêteur de serment, je consacre/combats ». L’obscurité du texte, même corrigé, est typique des inscriptions qui dépassent le stade du simple nom propre). Un autre terme souvent trouvé dans les anciennes inscriptions est erilaz ((en)), désignant apparemment une personne ayant la connaissance des runes.
La plus ancienne inscription connue date d’environ 160 et figure sur le  peigne de Vimose découvert à Vimose, en Fionie. Y figure le mot harja, qui est soit un nom propre soit une épithète, à relier au proto-germanique *harjaz (IE *koryos) « guerrier », ou plus simplement au mot pour « peigne », *hārjaz. La bouterolle de Thorsberg comporte une autre inscription primitive (~200), incluant probablement le théonyme Ull.
Les pierres runiques scandinaves commencent à illustrer la transition vers le Futhark récent dès le VIe siècle, avec des éléments de transition tels que les pierres de Björketorp ou de Stentoften. Au début du IXe siècle, les deux versions du Futhark étaient connues et employées, comme on peut le voir sur la pierre de Rök.
La plus longue inscription connue en vieux Futhark, qui est aussi l’une des plus récentes, comporte environ 200 caractères et se situe sur la  pierre d’Eggja (début du VIIIe siècle), et contient peut-être une strophe de poésie norroise.
L’astragale de Caistor-by-Norwich contient l’inscription raihan, « cerf », la plus vieille des îles Britanniques : elle date d’environ 400, soit la toute fin de la  Grande-Bretagne romaine, préfigurant les changements qui mèneront au Futhorc.

### Inscriptions continentales
Les plus anciennes inscriptions (avant 500) découvertes sur le continent sont divisées en deux groupes : d’une part la région des rives de la mer du Nord et l’Allemagne du nord (dont une partie des Pays-Bas), plus la zone de peuplement des Saxons et des Frisons, et d’autre part un ensemble de découvertes dispersées, des rives de l’Oder au sud-est de la Pologne, jusqu’aux Carpates (anneau de Pietroassa), associée aux tribus germaniques orientales. Ce dernier groupe a disparu au cours du Ve siècle, à l’époque du contact des Goths avec l’empire romain et de leur conversion au christianisme.
Durant cette période reculée il n’y avait pas de tradition runique germanique occidentale spécifique. Ceci change vers le début du VIe siècle, et sur une période d’environ un siècle (~520 - ~620) une « province runique » alamanne émerge, avec des artéfacts tels que des fibules, des fragments d’armes et des boucles de ceinture. Comme dans le cas germanique oriental, l’usage des runes disparaît avec l’évangélisation, au cours du VIIe siècle dans le cas des Alamans.

### Distribution
Il y a environ 350 inscriptions connues en vieux Futhark. Lüthi (2004:321) en dénombre approximativement 81 dans le sud (Allemagne, Autriche, Suisse) et 267 en Scandinavie. Les nombres précis sont sujets à débat du fait de soupçons de contrefaçon et d’inscriptions douteuses (confusion entre runes, rayures accidentelles, simples ornements ou lettres latines). 133 inscriptions scandinaves sont situées sur des bractéates (contre deux au sud), 65 sur des pierres runiques (aucune dans le sud). Les inscriptions de la région sud se trouvent essentiellement sur des fibules (43, contre 15 en Scandinavie). Les pierres runiques scandinaves appartiennent à la période tardive du vieux Futhark ; elles ne font qu’initier l’explosion du nombre de pierres médiévales en Futhark récent (environ 6 000 exemples).
Les inscriptions en vieux Futhark étaient rares, ce qui s’explique par un très faible nombre de lettrés au regard de la population totale, et ce, quelle que soit l’époque. Cela laisse penser que la connaissance des runes était un secret jalousement gardé, du moins durant la période de migration. Sur les 336 lances retrouvées à Illerup Ådal, seulement deux portaient des inscriptions. En Alemannie, la proportion est similaire : 170 tombes par inscription.
Les estimations du nombre total d’inscriptions sont basées sur l’« estimation runologique minimale » qui est de 40 000 (dix individus gravant dix inscriptions par an, pendant quatre siècles), le nombre réel étant probablement bien plus élevé. Les (environ) 80 inscriptions connues de la région sud sont issues de 100 000 tombes connues. En supposant un total de 50 000 000 tombes (d’après les densités de population estimées), on peut imaginer qu’il existe en tout 40 000 inscriptions, rien qu’en Europe mérovingienne, et peut-être 400 000 toutes régions confondues (ainsi 0,1 % des inscriptions nous seraient parvenues). Fischer 2004, p. 281 estime qu’il y aurait eu plusieurs centaines de lettrés actifs durant cette période, avec un pic à 1 600 durant le « boom runique » alaman du VIe siècle.

### Liste d’inscriptions[12],[13]
- Scandinavie
  - Période I (150 - 550)
    - Inscriptions de Vimose (en) (6 objets, 160 - 300)
    - Fer de lance du Gotland (~ 180)
    - Fer de lance d'Øvre Stabu (~ 180)
    - Inscriptions d'Illerup (9 objets)
    - Cornes d'or de Gallehus (en) (~ 400)
    - Pierre d'Einang (en) (~ 400)
    - Pierre de Kylver (en) (~ 400)
    - Pierre de Rö (en) (400 - 450)
    - Pierre de Kalleby (en) (Ve siècle)
    - Pierre de Möjbro (en) (400 - 550)
    - Pierre de Järsberg (en) (500 - 550)
    - Seeland-II-C (en) (~ 500)
    - Bractéate de Vadstena (en)
    - Bractéates de Tjurkö (en)

  - Période II (550 - 700)
    - Pierre de Skåäng (en) (VIe siècle ?)
    - Pierre de Björketorp (en)
    - Pierre de Gummarp (en)
    - Pierre d'Istaby (en)
    - Pierre de Stentoften (en)
- Europe sud-orientale (200 - 550) (environ 4 inscriptions)
  - Inscriptions runiques gotiques (en) (200 - 350)
- Inscriptions continentales (surtout Allemagne ; 200 - 700) : 50 lisibles, 15 illisibles (39 broches, 11 morceaux d’armes, 4 boucles de ceinture, 3 extrémités de sangle, 8 autres)
  - Bouterolle de Thorsberg (en) (~ 200)
  - Fibule de Nordendorf
  - Boucle de Pforzen (en)
  - Fibule de Bülach (en)
- Angleterre et Frise (300 - 700) : 44, voir Futhorc